# Relaciones Guatemala-Timor Oriental
Las relaciones Guatemala-Timor Oriental son las relaciones internacionales entre Timor Oriental y Guatemala. Los dos países no han establecido relaciones diplomáticas oficialmente entre sí, pero han mantenido comunicación informal mediante sus diplomáticos en las Naciones Unidas. Timor Oriental es uno de los países que deben procesar una visa guatemalteca en las Representaciones Diplomáticas, Embajadas o Consulares de Guatemala en el extranjero. Se espera que en los próximos años, Guatemala inicie un diálogo con Timor Oriental. Timor Oriental es uno de los 38 países con los que Guatemala no ha entablado relaciones diplomáticas.
Guatemala envió una misión de paz a Timor Oriental, por lo que las relaciones entre ambos países se ha mantenido informal.